# 村山弘義
村山 弘義（むらやま ひろよし、1937年（昭和12年）1月13日 - ）は、日本の検察官。弁護士（青陵法律事務所）。東京高等検察庁検事長を2000年に退官。

## 来歴
新潟県出身。新潟県立新潟高等学校を経て、1959年に新潟大学人文学部を卒業し、同年旧司法試験に合格。1962年（昭和37年）に検事任官。長野地検、福岡地検各検事正、最高検公判部長、同公安部長等を経て、1997年（平成9年）札幌高検検事長。1998年（平成10年）名古屋高検検事長。1999年（平成11年）東京高検検事長。
2000年（平成12年）に退官後、弁護士登録して、各種企業・団体役員を務める。2007年（平成19年）には瑞宝重光章を受章した。

### 日本相撲協会
2008年（平成20年）に日本相撲協会外部理事に就任した。2010年（平成22年）には一連の大相撲野球賭博問題を受けて設置された相撲協会外部による特別調査委員会委員をつとめる。
2010年（平成22年）7月4日に一連の大相撲野球賭博問題を受けて、謹慎処分を受けた武蔵川理事長の代行として理事長代行に就任した。大相撲力士出身以外の者が日本相撲協会のトップに就任するのは元陸軍主計中将の広瀬正徳初代理事長以来72年ぶりのことであった。名古屋場所2日目の7月12日には協会幹部に事前に十分な説明をせず名古屋を離れ東京に向かい、名古屋場所担当部長の二所ノ関親方（金剛正裕）を困惑させた
。
当初は、千秋楽の7月25日まで22日間の代行となる予定であった。しかし、武蔵川理事長の体調不良に加えて、理事長の指名を受けて場所後に代行に就くと発表された出羽海事業部長が、特別調査委員会のメンバーによる維持員席の暴力団へ渡った問題で報告を受けながら黙認したことを問題視される事態となった。そのため、村山が場所後も代行を継続することになり、8月5日武蔵川理事長が理事長職に復帰するまで代行職を務めた。その武蔵川も8月12日に理事長を退き、後任の放駒理事長のもとで新設された副理事長に就任することとなった。
2012年1月31日、日本相撲協会外部理事を退任。

## 略歴
- 1955年（昭和30年）3月 新潟県立新潟高等学校卒業
- 1959年（昭和34年）3月 新潟大学人文学部卒業
- 1959年（昭和34年）10月 司法試験第二次試験合格
- 1960年（昭和35年）4月 司法修習生
- 1962年（昭和37年）4月9日 司法修習終了
- 1962年（昭和37年）4月10日 札幌地方検察庁検事
- 1963年（昭和38年）3月25日 釧路地方検察庁検事
- 1964年（昭和39年）3月25日 浦和地方検察庁熊谷支部検事
- 1965年（昭和40年）12月28日 東京地方検察庁検事
- 1967年（昭和42年）12月28日 名古屋地方検察庁検事
- 1970年（昭和45年）3月27日 千葉地方検察庁検事
- 1973年（昭和48年）3月23日 東京地方検察庁検事
- 1975年（昭和50年）4月11日 司法研修所教官
- 1979年（昭和54年）8月15日 法務省入国管理局警備課長兼法務総合研究所教官
- 1982年（昭和57年）3月25日 東京地方検察庁検事
- 1983年（昭和58年）1月12日 東京高等検察庁検事併任東京地方検察庁検事
- 1983年（昭和58年）4月1日 横浜地方検察庁刑事部長
- 1984年（昭和59年）3月26日 広島地方検察庁次席検事
- 1987年（昭和62年）3月27日 東京高等検察庁検事
- 1988年（昭和63年）7月4日 福岡地方検察庁次席検事
- 1990年（平成2年）1月22日 最高検察庁検事
- 1991年（平成3年）12月12日 長野地方検察庁検事正
- 1993年（平成5年）6月25日 福岡地方検察庁検事正
- 1994年（平成6年）12月5日 最高検察庁検事
- 1995年（平成7年）2月13日 最高検察庁公判部長
- 1995年（平成7年）8月11日 最高検察庁公安部長
- 1997年（平成9年）6月4日 札幌高等検察庁検事長
- 1998年（平成10年）6月23日 名古屋高等検察庁検事長
- 1999年（平成11年）4月26日 東京高等検察庁検事長
- 1999年（平成11年）12月22日 依願免本官
- 2000年（平成12年）1月21日 弁護士登録（第一東京弁護士会）
- 2000年（平成12年）6月 三菱電機株式会社監査役
- 2000年（平成12年）6月 株式会社リキッド・オーディオ・ジャパン顧問
- 2001年（平成13年）6月 株式会社うかい監査役
- 2003年（平成15年）6月 三菱電機株式会社取締役
- 2003年（平成15年）6月 日本たばこ産業株式会社監査役
- 2007年（平成19年）4月29日 瑞宝重光章
- 2008年（平成20年）6月 株式会社スルガコーポレーション監査役、10月 日本相撲協会外部理事
- 2010年（平成22年）6月 日本美術刀剣保存協会会長(～2011年8月)
- 2010年（平成22年）7月4日 日本相撲協会理事長代行（～8月12日）
- 2010年（平成22年）8月20日 日本相撲協会副理事長（～2012年1月31日）